# Wereldbeker zwemmen 2014
De wereldbeker zwemmen 2014 was een serie van zeven wedstrijden die gehouden werden van augustus tot en met november 2014 in zeven verschillende steden in Azië en Europa. De Zuid-Afrikaan Chad le Clos, bij de mannen, en de Hongaarse Katinka Hosszú, bij de vrouwen, grepen de eindzege.

## Kalender
| # | Data                       | Locatie   | Resultaten |
| - | -------------------------- | --------- | ---------- |
| 1 | 27 en 28 augustus          | Doha      | [ 1 ]      |
| 2 | 31 augustus en 1 september | Dubai     | [ 2 ]      |
| 3 | 29 en 30 september         | Hongkong  | [ 3 ]      |
| 4 | 4 en 5 oktober             | Moskou    | [ 4 ]      |
| 5 | 24 en 25 oktober           | Peking    | [ 5 ]      |
| 6 | 28 en 29 oktober           | Tokio     | [ 6 ]      |
| 7 | 1 en 2 november            | Singapore | [ 7 ]      |

## Klassementen

### Mannen
| Rang | Naam                 | Land             | Punten | Punten | Punten | Punten | Punten | Punten | Punten | Totaal |
| Rang | Naam                 | Land             | DOH    | DUB    | HON    | MOS    | PEK    | TOK    | SIN    | Totaal |
| ---- | -------------------- | ---------------- | ------ | ------ | ------ | ------ | ------ | ------ | ------ | ------ |
| 1    | Chad le Clos         | Zuid-Afrika      | 54     | 66     | 72     | 90     | 72     | 60     | 60     | 474    |
| 2    | Dániel Gyurta        | Hongarije        | 48     | 68     | 27     | 57     | 48     | 45     | 51     | 344    |
| 3    | Thomas Shields       | Verenigde Staten | 39     | 48     | 81     | 57     | –      | –      | –      | 225    |
| 4    | Thomas Fraser-Holmes | Australië        | 48     | 45     | 48     | 45     | –      | 21     | –      | 207    |
| 5    | Marco Koch           | Duitsland        | 36     | 33     | 51     | 42     | –      | –      | –      | 162    |
| 6    | Christian Diener     | Duitsland        | 30     | 33     | 24     | 36     | –      | 12     | 15     | 150    |
| 7    | Steffen Deibler      | Duitsland        | 6      | 15     | –      | 33     | 36     | 21     | 33     | 144    |
| 8    | Daiya Seto           | Japan            | –      | –      | –      | –      | 33     | 48     | 45     | 126    |
| 9    | Eugene Godsoe        | Verenigde Staten | 21     | 21     | –      | –      | 12     | 21     | 30     | 105    |
| 9    | Roland Schoeman      | Zuid-Afrika      | 18     | 21     | –      | –      | 18     | 21     | 27     | 105    |

### Vrouwen
| Rang | Naam              | Land                | Punten (Bonuspunten) | Punten (Bonuspunten) | Punten (Bonuspunten) | Punten (Bonuspunten) | Punten (Bonuspunten) | Punten (Bonuspunten) | Punten (Bonuspunten) | Totaal |
| Rang | Naam              | Land                | DOH                  | DUB                  | HON                  | MOS                  | PEK                  | TOK                  | SIN                  | Totaal |
| ---- | ----------------- | ------------------- | -------------------- | -------------------- | -------------------- | -------------------- | -------------------- | -------------------- | -------------------- | ------ |
| 1    | Katinka Hosszú    | Hongarije           | 189                  | 166                  | 162                  | 126                  | 114                  | 132                  | 105                  | 994    |
| 2    | Inge Dekker       | Nederland           | 60                   | 66                   | 60                   | 66                   | 45                   | 33                   | 42                   | 372    |
| 3    | Mireia Belmonte   | Spanje              | 45                   | 39                   | 45                   | 51                   | 33                   | 42                   | 66                   | 321    |
| 4    | Alia Atkinson     | Jamaica             | 42                   | 45                   | 72                   | –                    | 48                   | 48                   | 66                   | 321    |
| 5    | Daryna Zevina     | Oekraïne            | 30                   | 27                   | 27                   | 39                   | –                    | –                    | –                    | 123    |
| 6    | Marieke D'Cruz    | Australië           | 9                    | 12                   | 36                   | 30                   | –                    | –                    | –                    | 87     |
| 7    | Evelyn Verrasztó  | Hongarije           | 33                   | 36                   | –                    | –                    | –                    | 12                   | –                    | 83     |
| 8    | Rie Kaneto        | Japan               | –                    | –                    | 30                   | 30                   | –                    | 12                   | –                    | 72     |
| 8    | Caitlin Leverenz  | Verenigde Staten    | 21                   | 21                   | –                    | –                    | 9                    | 15                   | –                    | 72     |
| 10   | Francesca Halsall | Verenigd Koninkrijk | –                    | –                    | –                    | –                    | –                    | 45                   | 21                   | 66     |

## Dagzeges

### Vrije slag

#### 50 meter
| Wedstrijd    | Mannen         | Mannen | Mannen | Vrouwen           | Vrouwen | Vrouwen |
| Wedstrijd    | Winnaar        | Land   | Tijd   | Winnaar           | Land    | Tijd    |
| ------------ | -------------- | ------ | ------ | ----------------- | ------- | ------- |
| #1:Doha      | Josh Schneider | USA    | 21,07  | Inge Dekker       | NED     | 24,04   |
| #2:Dubai     | Josh Schneider | USA    | 21,11  | Inge Dekker       | NED     | 23,95   |
| #3:Hongkong  | Chad le Clos   | RSA    | 21,17  | Inge Dekker       | NED     | 24,02   |
| #4:Moskou    | Chad le Clos   | RSA    | 21,33  | Inge Dekker       | NED     | 24,05   |
| #5:Peking    | Chad le Clos   | RSA    | 21,28  | Inge Dekker       | NED     | 23,97   |
| #6:Tokio     | Shinri Shioura | JPN    | 21,38  | Francesca Halsall | GBR     | 23,80   |
| #7:Singapore | George Bovell  | TRI    | 21,37  | Francesca Halsall | GBR     | 23,80   |

#### 100 meter
| Wedstrijd    | Mannen           | Mannen | Mannen | Vrouwen           | Vrouwen | Vrouwen |
| Wedstrijd    | Winnaar          | Land   | Tijd   | Winnaar           | Land    | Tijd    |
| ------------ | ---------------- | ------ | ------ | ----------------- | ------- | ------- |
| #1:Doha      | Chad le Clos     | RSA    | 46,29  | Inge Dekker       | NED     | 52,61   |
| #2:Dubai     | Chad le Clos     | RSA    | 46,24  | Inge Dekker       | NED     | 52,01   |
| #3:Hongkong  | Chad le Clos     | RSA    | 46,35  | Inge Dekker       | NED     | 52,83   |
| #4:Moskou    | Chad le Clos     | RSA    | 46,60  | Inge Dekker       | NED     | 52,83   |
| #5:Peking    | Chad le Clos     | RSA    | 46,81  | Inge Dekker       | NED     | 52,72   |
| #6:Tokio     | Katsumi Nakamura | JPN    | 47,30  | Francesca Halsall | GBR     | 51,96   |
| #7:Singapore | Sergej Fesikov   | RUS    | 47,02  | Emma McKeon       | AUS     | 52,45   |

#### 200 meter
| Wedstrijd    | Mannen               | Mannen | Mannen  | Vrouwen        | Vrouwen | Vrouwen    |
| Wedstrijd    | Winnaar              | Land   | Tijd    | Winnaar        | Land    | Tijd       |
| ------------ | -------------------- | ------ | ------- | -------------- | ------- | ---------- |
| #1:Doha      | Thomas Fraser-Holmes | AUS    | 1.41,92 | Katinka Hosszú | HUN     | 1.51,41 WC |
| #2:Dubai     | Thomas Fraser-Holmes | AUS    | 1.42,54 | Katinka Hosszú | HUN     | 1.52,25    |
| #3:Hongkong  | Thomas Fraser-Holmes | AUS    | 1.43,59 | Katinka Hosszú | HUN     | 1.51,44    |
| #4:Moskou    | Thomas Fraser-Holmes | AUS    | 1.42,98 | Katinka Hosszú | HUN     | 1.53,18    |
| #5:Peking    | Devon Myles Brown    | RSA    | 1.44,12 | Katinka Hosszú | HUN     | 1.54,04    |
| #6:Tokio     | Kosuke Hagino        | JPN    | 1.42,62 | Katinka Hosszú | HUN     | 1.52,45    |
| #7:Singapore | Devon Myles Brown    | RSA    | 1.43,39 | Katinka Hosszú | HUN     | 1.53,63    |

#### 400 meter
| Wedstrijd    | Mannen               | Mannen | Mannen  | Vrouwen         | Vrouwen | Vrouwen |
| Wedstrijd    | Winnaar              | Land   | Tijd    | Winnaar         | Land    | Tijd    |
| ------------ | -------------------- | ------ | ------- | --------------- | ------- | ------- |
| #1:Doha      | Thomas Fraser-Holmes | AUS    | 3.39,30 | Mireia Belmonte | ESP     | 4.00,91 |
| #2:Dubai     | Thomas Fraser-Holmes | AUS    | 3.38,22 | Mireia Belmonte | ESP     | 4.02,05 |
| #3:Hongkong  | Thomas Fraser-Holmes | AUS    | 3.41,01 | Katinka Hosszú  | HUN     | 4.01,02 |
| #4:Moskou    | Thomas Fraser-Holmes | AUS    | 3.40,59 | Mireia Belmonte | ESP     | 4.01,54 |
| #5:Peking    | Sun Yang             | CHN    | 3.37,10 | Cao Yue         | CHN     | 4.00,72 |
| #6:Tokio     | Devon Myles Brown    | RSA    | 3.37,96 | Mireia Belmonte | ESP     | 4.00,87 |
| #7:Singapore | David McKeon         | AUS    | 3.38,54 | Mireia Belmonte | ESP     | 3.59,88 |

#### 1500/800 meter
| Wedstrijd    | Mannen         | Mannen | Mannen   | Vrouwen         | Vrouwen | Vrouwen |
| Wedstrijd    | Winnaar        | Land   | Tijd     | Winnaar         | Land    | Tijd    |
| ------------ | -------------- | ------ | -------- | --------------- | ------- | ------- |
| #1:Doha      | Gergő Kis      | HUN    | 14.50,24 | Mireia Belmonte | ESP     | 8.14,99 |
| #2:Dubai     | Gergő Kis      | HUN    | 14.53,06 | Mireia Belmonte | ESP     | 8.04,88 |
| #3:Hongkong  | Gergely Gyurta | HUN    | 14.38,72 | Katinka Hosszú  | HUN     | 8.09,36 |
| #4:Moskou    | Sergij Frolov  | UKR    | 14.38,21 | Mireia Belmonte | ESP     | 8.12,12 |
| #5:Peking    | Gergely Gyurta | HUN    | 14.38,27 | Katinka Hosszú  | HUN     | 8.08,41 |
| #6:Tokio     | Gergely Gyurta | HUN    | 14.36,38 | Mireia Belmonte | ESP     | 8.08,57 |
| #7:Singapore | Gergely Gyurta | HUN    | 14.28,35 | Mireia Belmonte | ESP     | 8.10,61 |

### Rugslag

#### 50 meter
| Wedstrijd    | Mannen           | Mannen | Mannen | Vrouwen           | Vrouwen | Vrouwen |
| Wedstrijd    | Winnaar          | Land   | Tijd   | Winnaar           | Land    | Tijd    |
| ------------ | ---------------- | ------ | ------ | ----------------- | ------- | ------- |
| #1:Doha      | Eugene Godsoe    | USA    | 23,22  | Katinka Hosszú    | HUN     | 26,18   |
| #2:Dubai     | Eugene Godsoe    | USA    | 23,00  | Katinka Hosszú    | HUN     | 26,10   |
| #3:Hongkong  | Ashley Delaney   | AUS    | 23,73  | Katinka Hosszú    | HUN     | 26,24   |
| #4:Moskou    | Christian Diener | GER    | 23,44  | Daryna Zevina     | UKR     | 26,33   |
| #5:Peking    | Xu Jiayu         | CHN    | 23,29  | Fu Yuanhui        | CHN     | 26,43   |
| #6:Tokio     | Miguel Ortíz     | ESP    | 23,30  | Francesca Halsall | GBR     | 26,42   |
| #7:Singapore | Eugene Godsoe    | USA    | 23,21  | Felicia Lee       | USA     | 26,48   |

#### 100 meter
| Wedstrijd    | Mannen           | Mannen | Mannen | Vrouwen        | Vrouwen | Vrouwen |
| Wedstrijd    | Winnaar          | Land   | Tijd   | Winnaar        | Land    | Tijd    |
| ------------ | ---------------- | ------ | ------ | -------------- | ------- | ------- |
| #1:Doha      | Christian Diener | GER    | 50,49  | Katinka Hosszú | HUN     | 56,02   |
| #2:Dubai     | Christian Diener | GER    | 50,10  | Katinka Hosszú | HUN     | 55,77   |
| #3:Hongkong  | Ashley Delaney   | AUS    | 51,48  | Katinka Hosszú | HUN     | 55,34   |
| #4:Moskou    | Christian Diener | GER    | 50,31  | Katinka Hosszú | HUN     | 56,63   |
| #5:Peking    | Xu Jiayu         | CHN    | 50,14  | Katinka Hosszú | HUN     | 56,73   |
| #6:Tokio     | Eugene Godsoe    | USA    | 50,49  | Katinka Hosszú | HUN     | 56,07   |
| #7:Singapore | Eugene Godsoe    | USA    | 50,59  | Katinka Hosszú | HUN     | 56,94   |

#### 200 meter
| Wedstrijd    | Mannen                   | Mannen  | Mannen  | Vrouwen        | Vrouwen | Vrouwen |
| Wedstrijd    | Winnaar                  | Land    | Tijd    | Winnaar        | Land    | Tijd    |
| ------------ | ------------------------ | ------- | ------- | -------------- | ------- | ------- |
| #1:Doha      | Christian Diener         | GER     | 1.50,20 | Katinka Hosszú | HUN     | 2.01,60 |
| #2:Dubai     | Christian Diener         | GER     | 1.49,14 | Katinka Hosszú | HUN     | 2.01,17 |
| #3:Hongkong  | Thomas Shields           | USA     | 1.51,88 | Katinka Hosszú | HUN     | 2.03,01 |
| #4:Moskou    | Christian Diener         | GER     | 1.50,96 | Katinka Hosszú | HUN     | 2.02,05 |
| #5:Peking    | Mitch Larkin             | AUS     | 1.48,69 | Katinka Hosszú | HUN     | 2.02,71 |
| #6:Tokio     | Mitch Larkin Yuki Shirai | AUS JPN | 1.49,95 | Katinka Hosszú | HUN     | 2.01,97 |
| #7:Singapore | Masaki Kaneko            | JPN     | 1.50,24 | Katinka Hosszú | HUN     | 2.03,07 |

### Schoolslag

#### 50 meter
| Wedstrijd    | Mannen          | Mannen | Mannen | Vrouwen         | Vrouwen | Vrouwen |
| Wedstrijd    | Winnaar         | Land   | Tijd   | Winnaar         | Land    | Tijd    |
| ------------ | --------------- | ------ | ------ | --------------- | ------- | ------- |
| #1:Doha      | Roland Schoeman | RSA    | 26,35  | Alia Atkinson   | JAM     | 29,12   |
| #2:Dubai     | Roland Schoeman | RSA    | 26,16  | Alia Atkinson   | JAM     | 29,12   |
| #3:Hongkong  | Marco Koch      | GER    | 26,69  | Alia Atkinson   | JAM     | 29,35   |
| #4:Moskou    | Marco Koch      | GER    | 26,52  | Jenna Laukkanen | FIN     | 30,83   |
| #5:Peking    | Roland Schoeman | RSA    | 26,87  | Alia Atkinson   | JAM     | 29,15   |
| #6:Tokio     | Roland Schoeman | RSA    | 26,02  | Rūta Meilutytė  | LTU     | 29,36   |
| #7:Singapore | Roland Schoeman | RSA    | 25,86  | Alia Atkinson   | JAM     | 29,00   |

#### 100 meter
| Wedstrijd    | Mannen        | Mannen | Mannen | Vrouwen       | Vrouwen | Vrouwen |
| Wedstrijd    | Winnaar       | Land   | Tijd   | Winnaar       | Land    | Tijd    |
| ------------ | ------------- | ------ | ------ | ------------- | ------- | ------- |
| #1:Doha      | Dániel Gyurta | HUN    | 57,04  | Alia Atkinson | JAM     | 1.03,79 |
| #2:Dubai     | Dániel Gyurta | HUN    | 57,11  | Alia Atkinson | JAM     | 1.03,26 |
| #3:Hongkong  | Dániel Gyurta | HUN    | 57,35  | Alia Atkinson | JAM     | 1.03,23 |
| #4:Moskou    | Dániel Gyurta | HUN    | 57,20  | Rie Kaneto    | JPN     | 1.05,66 |
| #5:Peking    | Dániel Gyurta | HUN    | 57,25  | Alia Atkinson | JAM     | 1.04,11 |
| #6:Tokio     | Dániel Gyurta | HUN    | 57,23  | Alia Atkinson | JAM     | 1.02,86 |
| #7:Singapore | Dániel Gyurta | HUN    | 56,87  | Alia Atkinson | JAM     | 1.02,54 |

#### 200 meter
| Wedstrijd    | Mannen        | Mannen | Mannen     | Vrouwen       | Vrouwen | Vrouwen |
| Wedstrijd    | Winnaar       | Land   | Tijd       | Winnaar       | Land    | Tijd    |
| ------------ | ------------- | ------ | ---------- | ------------- | ------- | ------- |
| #1:Doha      | Dániel Gyurta | HUN    | 2.01,06 WC | Breeja Larson | USA     | 2.20,71 |
| #2:Dubai     | Dániel Gyurta | HUN    | 2.00,48 WR | Breeja Larson | USA     | 2.20,02 |
| #3:Hongkong  | Marco Koch    | GER    | 2.02,50    | Rie Kaneto    | JPN     | 2.19,55 |
| #4:Moskou    | Dániel Gyurta | HUN    | 2.01,88    | Rie Kaneto    | JPN     | 2.19,26 |
| #5:Peking    | Dániel Gyurta | HUN    | 2.03,40    | Sally Hunter  | AUS     | 2.19,26 |
| #6:Tokio     | Dániel Gyurta | HUN    | 2.02,12    | Rie Kaneto    | JPN     | 2.19,18 |
| #7:Singapore | Dániel Gyurta | HUN    | 2.02,30    | Alia Atkinson | JAM     | 2.17,84 |

### Vlinderslag

#### 50 meter
| Wedstrijd    | Mannen       | Mannen | Mannen | Vrouwen     | Vrouwen | Vrouwen |
| Wedstrijd    | Winnaar      | Land   | Tijd   | Winnaar     | Land    | Tijd    |
| ------------ | ------------ | ------ | ------ | ----------- | ------- | ------- |
| #1:Doha      | Chad le Clos | RSA    | 22,17  | Inge Dekker | NED     | 25,27   |
| #2:Dubai     | Chad le Clos | RSA    | 22,02  | Inge Dekker | NED     | 24,59   |
| #3:Hongkong  | Chad le Clos | RSA    | 22,35  | Inge Dekker | NED     | 25,24   |
| #4:Moskou    | Chad le Clos | RSA    | 22,08  | Inge Dekker | NED     | 25,31   |
| #5:Peking    | Chad le Clos | RSA    | 22,03  | Inge Dekker | NED     | 24,97   |
| #6:Tokio     | Chad le Clos | RSA    | 22,20  | Inge Dekker | NED     | 25,18   |
| #7:Singapore | Chad le Clos | RSA    | 21,98  | Inge Dekker | NED     | 25,13   |

#### 100 meter
| Wedstrijd    | Mannen          | Mannen | Mannen | Vrouwen     | Vrouwen | Vrouwen |
| Wedstrijd    | Winnaar         | Land   | Tijd   | Winnaar     | Land    | Tijd    |
| ------------ | --------------- | ------ | ------ | ----------- | ------- | ------- |
| #1:Doha      | Chad le Clos    | RSA    | 48,70  | Inge Dekker | NED     | 56,05   |
| #2:Dubai     | Chad le Clos    | RSA    | 48,59  | Inge Dekker | NED     | 56,03   |
| #3:Hongkong  | Chad le Clos    | RSA    | 48,56  | Inge Dekker | NED     | 56,03   |
| #4:Moskou    | Chad le Clos    | RSA    | 48,99  | Inge Dekker | NED     | 56,08   |
| #5:Peking    | Steffen Deibler | GER    | 49,96  | Lu Ying     | CHN     | 55,95   |
| #6:Tokio     | Chad le Clos    | RSA    | 48,95  | Inge Dekker | NED     | 56,11   |
| #7:Singapore | Chad le Clos    | RSA    | 48,74  | Inge Dekker | NED     | 56,08   |

#### 200 meter
| Wedstrijd    | Mannen         | Mannen | Mannen  | Vrouwen         | Vrouwen | Vrouwen |
| Wedstrijd    | Winnaar        | Land   | Tijd    | Winnaar         | Land    | Tijd    |
| ------------ | -------------- | ------ | ------- | --------------- | ------- | ------- |
| #1:Doha      | Thomas Shields | USA    | 1.50,08 | Mireia Belmonte | ESP     | 2.03,39 |
| #2:Dubai     | Thomas Shields | USA    | 1.50,19 | Katinka Hosszú  | HUN     | 2.04,68 |
| #3:Hongkong  | Thomas Shields | USA    | 1.50,56 | Katinka Hosszú  | HUN     | 2.05,12 |
| #4:Moskou    | Chad le Clos   | RSA    | 1.49,73 | Katinka Hosszú  | HUN     | 2.02,99 |
| #5:Peking    | Chad le Clos   | RSA    | 1.49,73 | Li Shuang       | CHN     | 2.04,34 |
| #6:Tokio     | Chad le Clos   | RSA    | 1.49,20 | Katinka Hosszú  | HUN     | 2.03,14 |
| #7:Singapore | Chad le Clos   | RSA    | 1.48,88 | Mireia Belmonte | ESP     | 2.04,57 |

### Wisselslag

#### 100 meter
| Wedstrijd    | Mannen         | Mannen | Mannen | Vrouwen        | Vrouwen | Vrouwen |
| Wedstrijd    | Winnaar        | Land   | Tijd   | Winnaar        | Land    | Tijd    |
| ------------ | -------------- | ------ | ------ | -------------- | ------- | ------- |
| #1:Doha      | George Bovell  | TRI    | 52,80  | Katinka Hosszú | HUN     | 57,34   |
| #2:Dubai     | George Bovell  | TRI    | 51,79  | Katinka Hosszú | HUN     | 57,75   |
| #3:Hongkong  | Thomas Shields | USA    | 52,51  | Katinka Hosszú | HUN     | 58,12   |
| #4:Moskou    | Thomas Shields | USA    | 53,53  | Katinka Hosszú | HUN     | 58,93   |
| #5:Peking    | Sergej Fesikov | RUS    | 52,30  | Katinka Hosszú | HUN     | 58,11   |
| #6:Tokio     | Kosuke Hagino  | JPN    | 52,03  | Katinka Hosszú | HUN     | 57,74   |
| #7:Singapore | Sergej Fesikov | RUS    | 52,09  | Katinka Hosszú | HUN     | 58,40   |

#### 200 meter
| Wedstrijd    | Mannen               | Mannen | Mannen     | Vrouwen        | Vrouwen | Vrouwen    |
| Wedstrijd    | Winnaar              | Land   | Tijd       | Winnaar        | Land    | Tijd       |
| ------------ | -------------------- | ------ | ---------- | -------------- | ------- | ---------- |
| #1:Doha      | Thomas Fraser-Holmes | AUS    | 1.53,92    | Katinka Hosszú | HUN     | 2.02,61 WR |
| #2:Dubai     | Chad le Clos         | RSA    | 1.51,56    | Katinka Hosszú | HUN     | 2.02,13 WR |
| #3:Hongkong  | Thomas Fraser-Holmes | AUS    | 1.53,58    | Katinka Hosszú | HUN     | 2.03,60    |
| #4:Moskou    | Chad le Clos         | RSA    | 1.52,72    | Katinka Hosszú | HUN     | 2.05,81    |
| #5:Peking    | Daiya Seto           | JPN    | 1.54,21    | Katinka Hosszú | HUN     | 2.06,22    |
| #6:Tokio     | Kosuke Hagino        | JPN    | 1.51,27 WC | Katinka Hosszú | HUN     | 2.05,18    |
| #7:Singapore | Daiya Seto           | JPN    | 1.54,14    | Katinka Hosszú | HUN     | 2.06,01    |

#### 400 meter
| Wedstrijd    | Mannen               | Mannen | Mannen     | Vrouwen         | Vrouwen | Vrouwen    |
| Wedstrijd    | Winnaar              | Land   | Tijd       | Winnaar         | Land    | Tijd       |
| ------------ | -------------------- | ------ | ---------- | --------------- | ------- | ---------- |
| #1:Doha      | Thomas Fraser-Holmes | AUS    | 4.00,39    | Katinka Hosszú  | HUN     | 4.20,83 WR |
| #2:Dubai     | Thomas Fraser-Holmes | AUS    | 3.58,69 WC | Katinka Hosszú  | HUN     | 4.22,06    |
| #3:Hongkong  | Thomas Fraser-Holmes | AUS    | 4.03,02    | Katinka Hosszú  | HUN     | 4.26,42    |
| #4:Moskou    | Thomas Fraser-Holmes | AUS    | 4.02,31    | Katinka Hosszú  | HUN     | 4.25,33    |
| #5:Peking    | Daiya Seto           | JPN    | 4.04,84    | Katinka Hosszú  | HUN     | 4.25,66    |
| #6:Tokio     | Daiya Seto           | JPN    | 3.59,91    | Katinka Hosszú  | HUN     | 4.23,67    |
| #7:Singapore | Daiya Seto           | JPN    | 4.04,07    | Mireia Belmonte | ESP     | 4.22,68    |